# Météorite

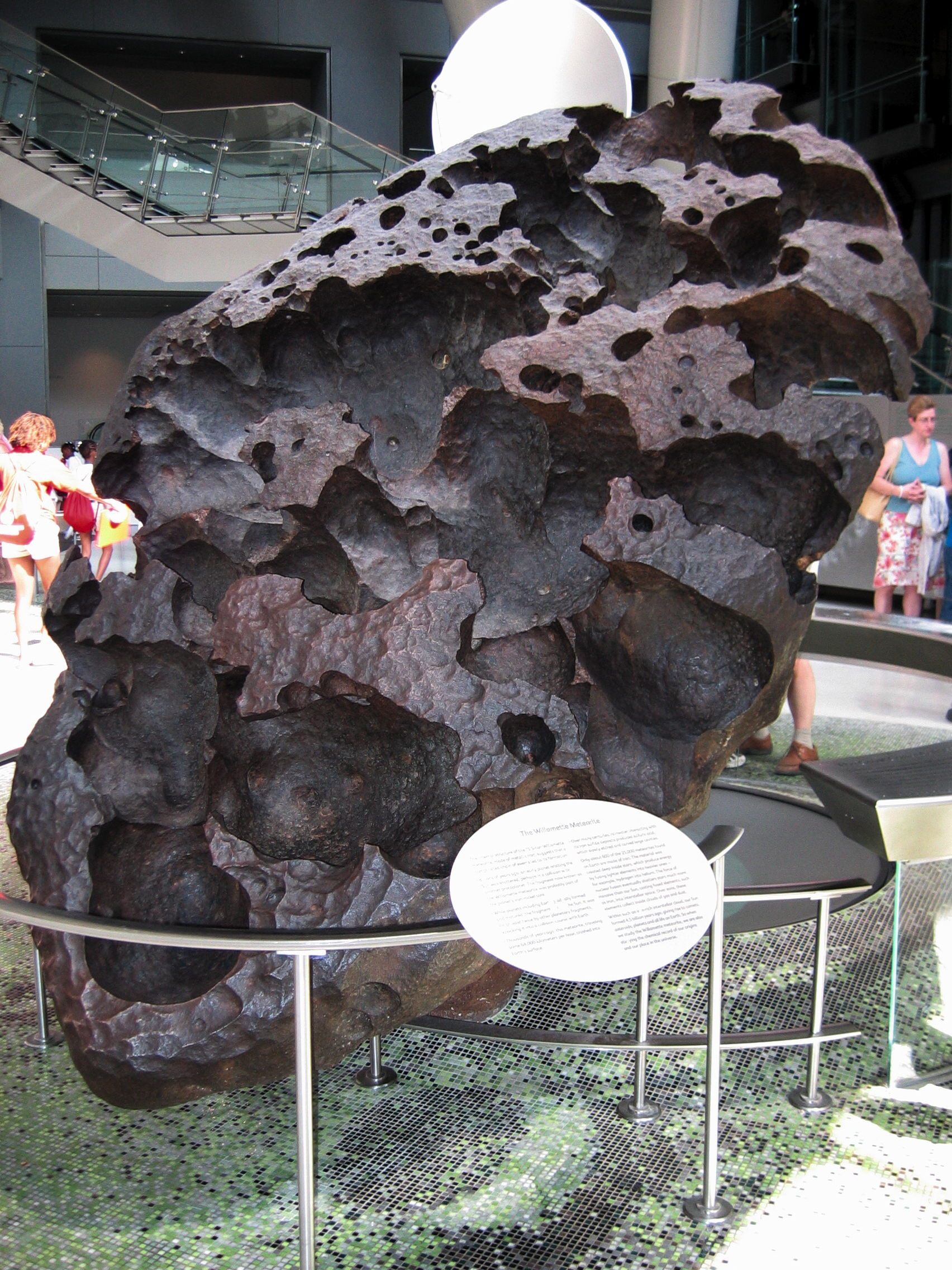
Météorite de Willamette, présentant des regmaglyptes caractéristiques (exposée au musée américain d'histoire naturelle de New York).

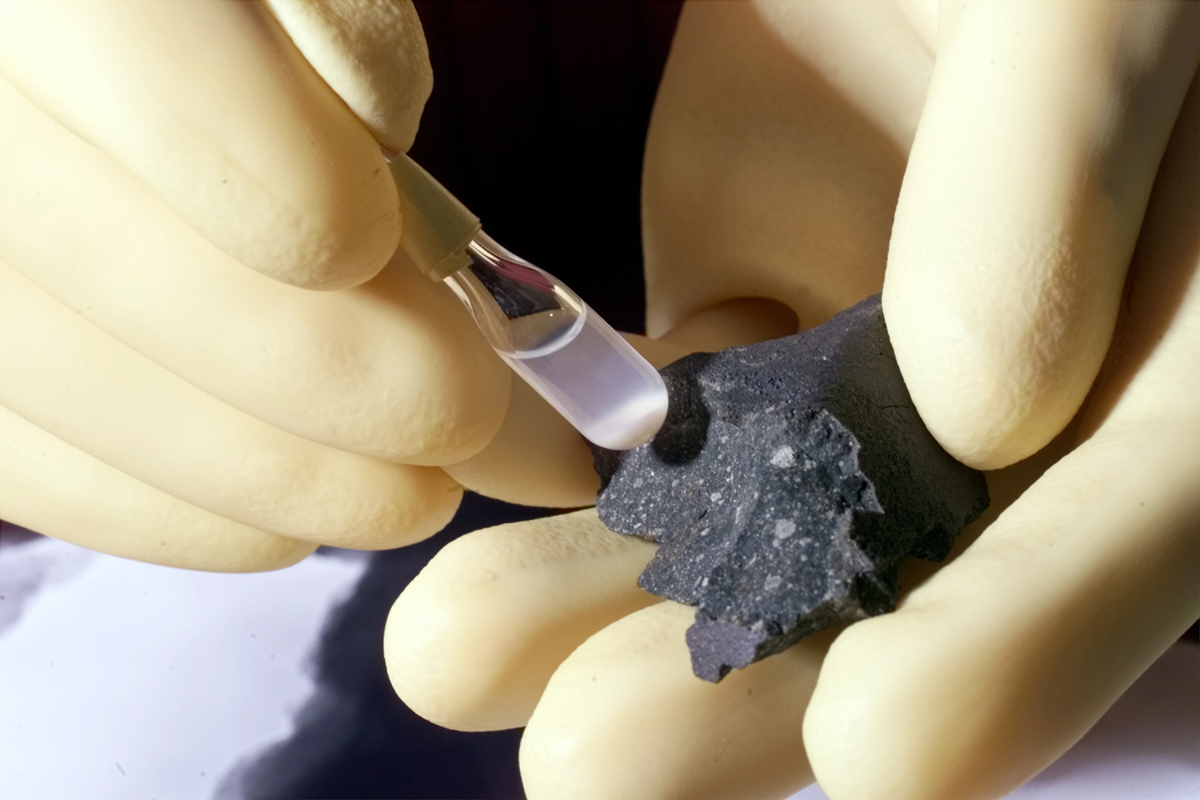
La météorite de Murchison intéresse particulièrement les astrophysiciens, les cosmochimistes et les exobiologistes à la recherche des origines de la vie, son étude ayant fortement influencé la conception sur l'origine extraterrestre de la vie sur Terre.

Pour les articles homonymes, voir Météorite (homonymie).
Une météorite est un objet solide d'origine extraterrestre qui en traversant l'atmosphère terrestre n'a pas perdu toute sa masse, et qui en a atteint la surface solide sans y être entièrement volatilisé lors de l'impact avec cette surface. La définition s'applique aussi à des objets arrivant sur la surface solide d'autres astres (planètes, satellites naturels ou astéroïdes) ; il a ainsi été trouvé sur la planète Mars plusieurs météorites, et sur la Lune un fragment de granite d'origine terrestre,.
Les objets arrivant dans la haute atmosphère terrestre sont appelés météoroïdes. Les météorites elles-mêmes ne sont que la fraction qui a survécu à l'ablation lors de la traversée de l'atmosphère. La majorité des météorites sont des fragments d'astéroïdes, une très petite minorité sont d'origine lunaire ou martienne, et certains sont peut-être d'origine cométaire.
La traînée lumineuse produite par l'entrée dans l'atmosphère du météoroïde à des vitesses de l'ordre de dizaines de kilomètres par seconde est un météore, qui est soit une étoile filante (petit météoroïde dont la combustion illumine le ciel la nuit), soit un bolide (gros météoroïde brillant assez pour être visible même le jour), ce météore lumineux s'éteignant à une altitude le plus souvent de 20 km et prenant le nom de météorite lorsque son ablation n'est pas complète et qu'il atteint le sol après une phase où il atteint sa vitesse limite, refroidit et devient peu visible (dark flight). Pendant la phase d'ablation les contraintes thermomécaniques induites provoquent sa fragmentation. Les divers fragments se séparent du fait de traînées différentes mais aussi de leur portance naturelle (liée à leur forme) ou induite lors de la fragmentation (interaction avec les voisins). Il en résulte un champ de dispersion de forme plus ou moins elliptique, l'allongement de l'ellipse étant liée à l'angle initial de la trajectoire par rapport à l'horizontale.
Les météoritologues et les chasseurs de météorites distinguent les « chutes », météorites qu'on a vu tomber sur Terre et qu'on a retrouvées peu après leur atterrissage, des « trouvailles », météorites découvertes par hasard sans que leur chute ait été observée.
Fin novembre 2021, plus de 67 000 météorites ont été répertoriées et certifiées (nom officiel validé) par la Meteoritical Society qui publie chaque année un catalogue des nouvelles météorites analysées, le Meteoritical Bulletin. Ce nombre augmente d’environ 1 500 chaque année. Parmi celles-ci, un peu plus de 1 400 sont des chutes.

## Histoire

### De l'objet sacré à l'objet scientifique
« S'il pleut des pierres, c'est que les vents les ont d'abord enlevées. »

— Pline l'Ancien, Extrait d’Histoire Naturelle, livre II, chapitre XXXVIII : De aere ; Quare lapidibus pluat (De l'air : pourquoi il pleut des pierres)

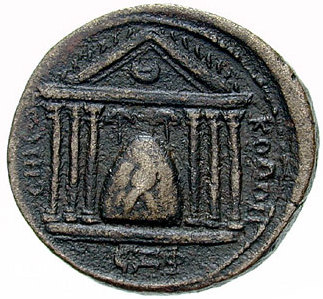
Monnaie d'Émèse en bronze représentant le temple du dieu solaire Élagabal et son bétyle avec un aigle en relief.

L'histoire des représentations des météorites montre l'évolution des différentes perceptions de ces objets au cours des siècles, depuis l'objet sacré jusqu'à l'objet scientifique.

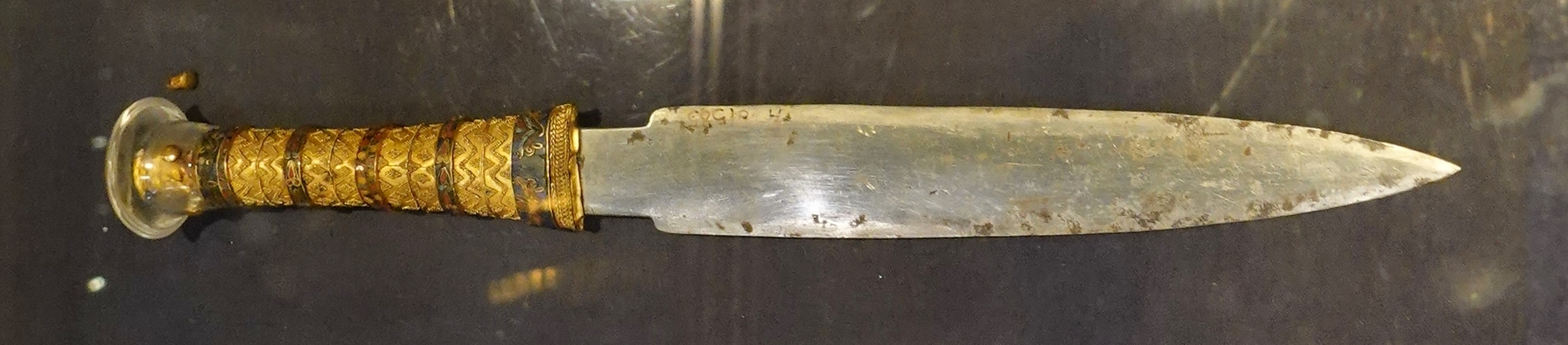
Dague en fer météoritique retrouvée dans le Tombeau de Toutânkhamon, probablement offerte à Amenhotep III par le roi Tushratta.

Depuis des siècles, les météorites ont été vénérées comme des objets sacrés par différentes cultures et civilisations antiques. La chute spectaculaire d'une météorite, qui s'accompagne de lumière intense et parfois de phénomènes sonores, comme pour la météorite de Nōgata découverte en 861, a toujours suscité l'imagination humaine, évoquant la peur, le respect ou l'adoration. Ces objets tombés du ciel sont ainsi recherchés pour en faire des objets sacrés du pouvoir et de cérémonies religieuses, tels les bétyles constituant l'Omphalos des Grecs à Delphes ou, peut-être, la Pierre noire de la Kaaba à La Mecque. Les météorites de fer sont également très tôt utilisées comme bijoux et armes, telle une dague en fer météorique trouvée dans le tombeau de Toutânkhamon. L'âge du fer aurait débuté chez les Inuits à partir de la chute de la météorite du cap York, ceux-ci utilisant des esquilles de fer tirées de ce type de météorite pour fabriquer des lames de couteau et des pointes de harpon.
La première mention d'une météorite dans le corpus écrit occidental est due à Anaxagore qui cite la chute de météorites en Crète en 1478 av. J.-C. Bien que sa prédiction de la chute d'une météorite proche d'Aigos Potamos après le passage d'une comète en 476 av. J.-C. soit légendaire, il est le premier à formuler une hypothèse sur son origine, pensant avec audace que cette météorite est issue du soleil qu'il considère comme une pierre en flammes. Les auteurs en Chine ancienne consignent dans leurs ouvrages les chutes de pierres sans donner de cause. Les auteurs de langue arabe en font de même, tel Avicenne dans la section géologie de son Livre de la Guérison, le polymathe persan n'hésitant pas à affirmer que deux types de pierre tombent du ciel (des fers et des pierres) et à réaliser des expériences de fusion de météorites pour voir si elles sont métalliques.

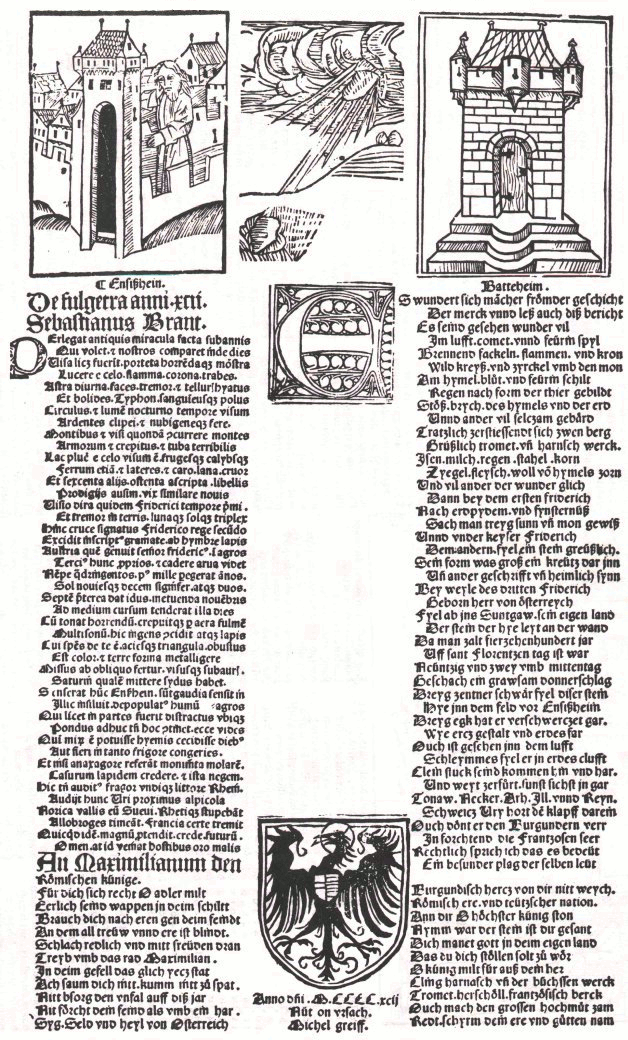
de, un compte-rendu de Sébastien Brant à propos de la chute de la Météorite d'Ensisheim de 1492.

Au Moyen Âge, l'Église chrétienne combat le culte des météorites et demande que ce symbole païen soit jeté et détruit,. La conception aristotélicienne du ciel prévaut (des fragments de roche ou de métal ne peuvent pas tomber du ciel et il n'existe pas de petits objets célestes au-delà de la lune), aussi la météorite est considérée soit comme une illusion d'optique (thèse de Guillaume de Conches), soit comme un artefact terrestre (type produits de métallurgie) soit comme un phénomène atmosphérique causé par des fragments de montagnes arrachés, des laves éjectées par les volcans (l'averse météoritique à Sienne le 9 juillet 1794 est attribuée ainsi à la proximité du Vésuve), par la foudre ou par le tonnerre, d'où sa dénomination particulière de « pierre de foudre » (pouvant être confondue avec la fulgurite) ou « pierre du tonnerre » (ex. : la pierre du tonnerre d'Ensisheim en 1492, plus ancienne chute répertoriée en Europe). De même sa dénomination générale n'est pas fixée, la météorite étant appelée indifféremment aérolithe (« pierre de l'air »), uranolithe (« pierre du ciel »), etc.
Jusqu'au XVIIIe siècle, l'idée que la météorite est une roche venue de l'espace est considérée comme absurde par les savants, d'autant plus que les récits antiques et médiévaux sur des chutes de météorites associent souvent ce phénomène à la longue série des prodigia, miracula (prodiges et miracles tels que pluie d'animaux, de lait, de sang, de feu et de soufre, etc.) et omina (présages tels que la pluie de pierres le jour de la naissance de Charles le Chauve), ce qui suscite le scepticisme des savants européens qui se refusent à étudier ces superstitions. Les quelques spécimens analysés s'avèrent de plus être le plus souvent des fossiles, des outils préhistoriques supposés façonnés par la foudre, ou des roches communes (leur analyse met généralement en évidence des espèces minérales terrestres comme la pyrite ou la marcassite). Les trois aérolithes tombés à Coutances en 1750, à Lucé en 1768 et Aire-sur-la-Lys en 1769 sont pour la première fois analysés chimiquement par une académie scientifique et décrits dans un journal scientifique mais les trois membres de l'Académie des sciences, Fougeroux de Bondaroy, Cadet de Gassicourt et Antoine Lavoisier concluent à tort qu'elles ne sont pas des pierres tombées du ciel et que la pierre du 13 septembre 1768 n'est qu'un grès pyriteux. La croûte de fusion noire de la météorite est expliquée par le fait qu'il s'agisse d'une « pierre de foudre ».
John Wallis, après l'observation d'une pluie de météores en Angleterre en 1676, suggère qu'ils peuvent être dus à la rentrée atmosphérique de comètes.
Au XVIIIe et début XIXe siècle, les savants pensent encore dans leur majorité que la météorite se forme dans l'atmosphère, selon l'hypothèse la plus communément admise d'Eugène Louis Melchior Patrin en 1801 : le météore résulte de la circulation de fluides gazeux atmosphériques puis la météorite solide se forme par la combinaison des molécules gazeuses. D'autres hypothèses dans la même veine sont formulées : formation lors d'un orage par la foudre selon Antoine Lavoisier en 1769, formation à partir des nuages selon le médecin Joseph Izarn.
L’origine extraterrestre interstellaire est avancée par le physicien allemand Chladni, dans son ouvrage Über den Ursprung der von Pallas gefundenen und anderer ihr ähnlichen Eisenmassen und über einige damit in Verbindung stehende Naturerscheinungen en 1794 (« De l'origine de la masse de fer trouvée par Pallas et d'autres similaires, et sur quelques phénomènes naturels en relation avec elles »), sa thèse étant renforcée par l'analyse chimique et minéralogique de plusieurs météorites réalisée en 1802 par Edward Charles Howard et Jacques Louis de Bournon qui mettent notamment en évidence les chondres.
L’étude scientifique complète (analyse chimique et recueil des témoignages) des météorites n'apparaît réellement qu'à partir de 1803, date du rapport minutieux de Jean-Baptiste Biot à l'Académie des Sciences de Paris, fait à la demande du ministre Chaptal, sur la météorite de L'Aigle tombée la même année.
Un changement dans la conception des météorites est perceptible au début du XIXe siècle lorsque l'existence de cratères d'impact à la surface de la terre est admise, comme pour le Meteor Crater. L'astronome Denison Olmsted observe en 1833 que le radiant de l'essaim d'étoiles filantes des Léonides n'est pas entraîné avec la rotation de la Terre, il infirme ainsi définitivement l'origine terrestre et atmosphérique des météorites. Auguste Daubrée systématise la classification des météorites à la fin du XIXe siècle.
Si d'illustres savants catastrophistes (Jean-Baptiste Biot, Siméon Denis Poisson, John Lawrence Smith en 1855) sont encore partisans de l'hypothèse lunaire de Pierre-Simon de Laplace (météorites appelées « pierres de Lune » issues de l'éruption de volcans lunaires), la majorité se rallie progressivement à l'hypothèse extraterrestre de Chladni. Les débats intenses suscitent la constitution de collections de météorites afin de mieux les étudier : la majorité des muséums d'histoire naturelle se dotent au XIXe siècle de telles collections. Le Muséum national d'histoire naturelle de Paris, le Musée d'histoire naturelle de Londres et la Smithsonian Institution de Washington, qui possèdent aujourd'hui les collections de météorites les plus importantes au monde, le doivent à cet essor du milieu du XIXe siècle.
L'hypothèse extraterrestre de Chladni bien établie, l'origine exacte des météorites fait l'objet de débats jusque dans les années 1950 (milieu interstellaire, interplanétaire ?) qui voient un consensus se dégager sur les astéroïdes comme étant la source principale des météorites, les années 1980 étant celles de la découverte de météorites martiennes et lunaires.

### Études actuelles

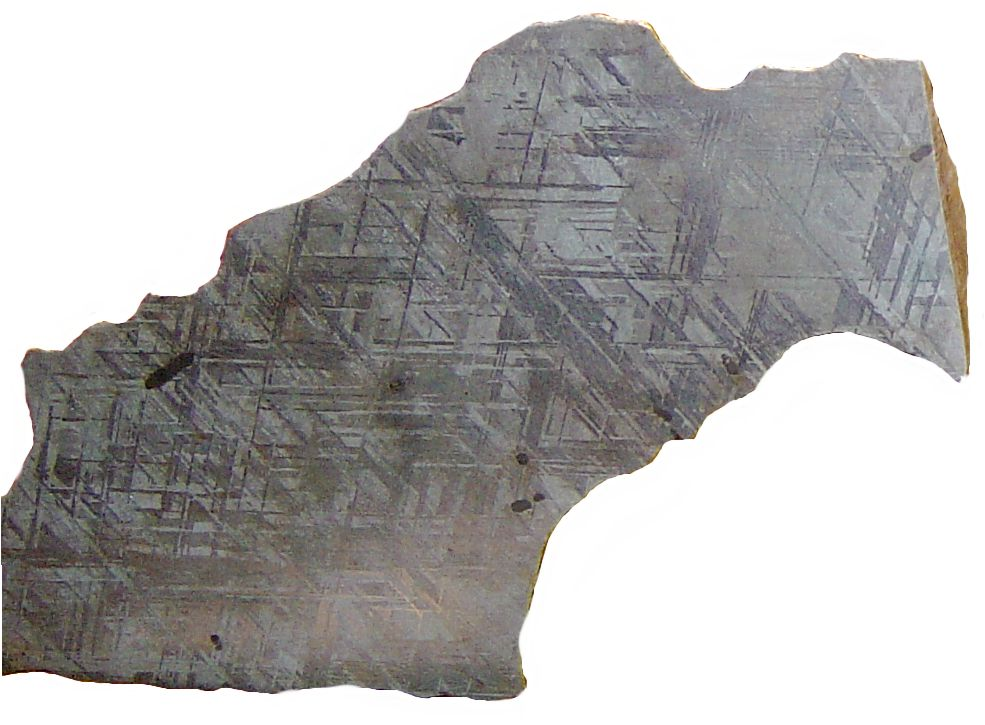
Coupe d’une météorite de fer, figures de Widmanstätten apparentes.

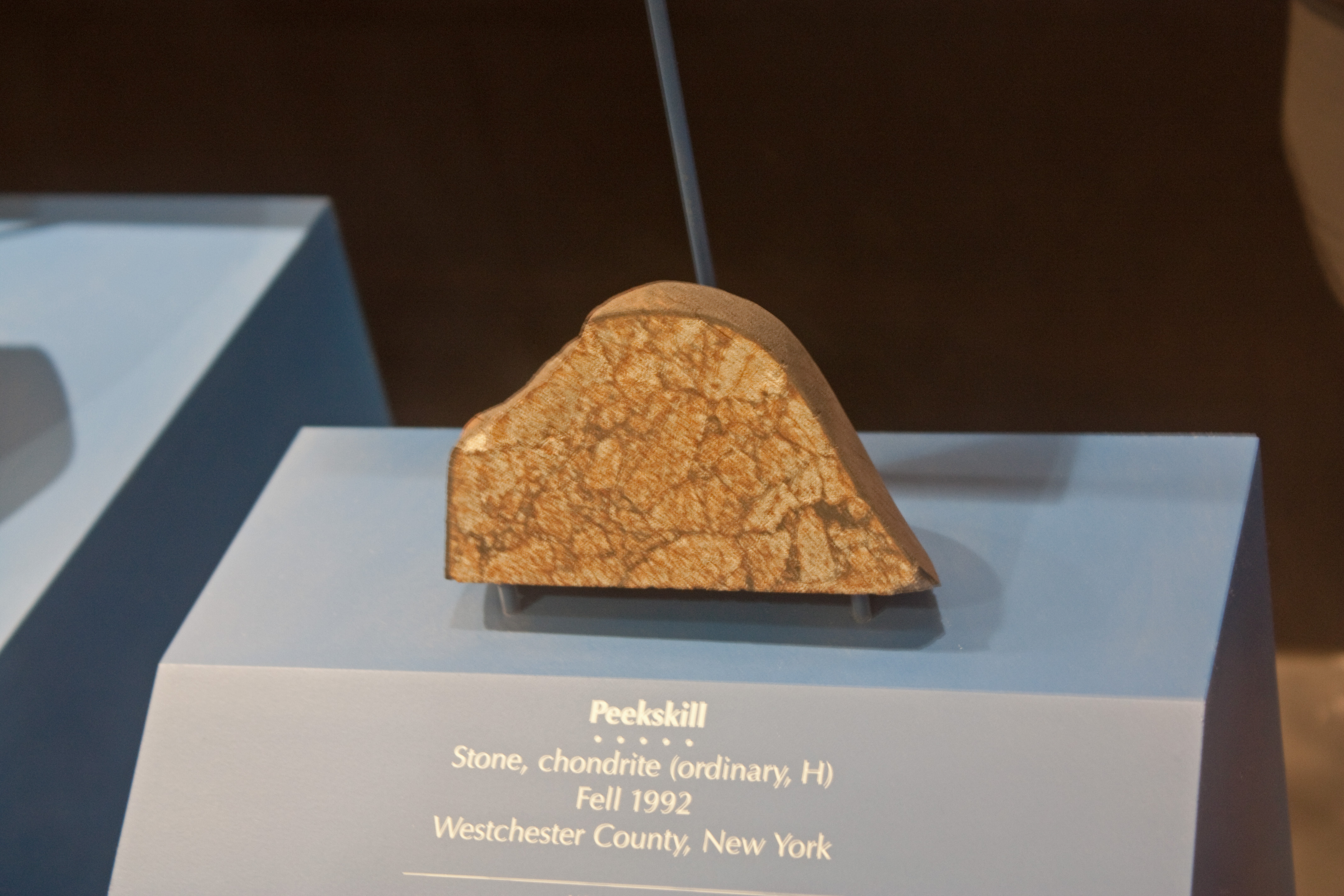
La croûte de fusion sur la météorite de Peekskill représente la dernière surface fondue, puis vitrifiée, après l'interruption du processus d'ablation.

En quelques décennies, les analyses de plus en plus fines faites en laboratoire, les explorations spatiales et les observations astronomiques ont bouleversé notre connaissance du Système solaire.
|  |  |

La datation des météorites est réalisée par radiochronologie (datation 207Pb-206Pb) à l'aide de spectromètres de masse à ionisation secondaire ou de spectromètres de masse à plasma. Après plusieurs échecs, le premier à réussir la datation d'une météorite est le géochimiste Clair Cameron Patterson qui estime en 1956 l'âge d'une météorite ferreuse à 4,55 milliards d'années correspondant à l'âge de la Terre et de la formation du système solaire.
L'étude des différents minéraux présents dans une chondrite (issue d’un corps parent non différencié) sont identiques à ceux que l’on peut trouver sur une planète (corps différencié) comme la Terre. En effet, si l’on écrase un fragment de chondrite jusqu’à le réduire en poudre, puis si on approche un aimant afin de séparer les particules magnétiques de celles qui ne le sont pas, on obtient d’une part les particules de fer/nickel constituant le noyau d’une planète comme la Terre et d’autre part principalement des silicates identiques à ceux présents dans le manteau et la croûte terrestres. Ces études ont conduit les cosmochimistes à approfondir le sujet, notamment à mieux expliquer le phénomène de différenciation planétaire.
L'analyse chimique de certaines chondrites carbonées (météorite d'Orgueil), qui sont soupçonnées de provenir non pas d’astéroïdes mais de noyaux de comètes, ou d'achondrites (météorite probablement d'origine martienne ALH 84001), révèle la présence d'acides aminés qui sont les « briques » élémentaires de la vie et semblent renforcer (si leur origine est bien prouvée) la théorie de la panspermie qui soutient que la Terre a été fécondée de l'extérieur, par des moyens extraterrestres.
Les météorites martiennes permettent aux scientifiques de commencer à mieux connaître la géologie martienne avant même que des échantillons n’aient été rapportés depuis cette planète, ce qui est possible grâce à des programmes de recherche terrestres tels qu’ANSMET. Les connaissances acquises grâce à ces très rares météorites pourront aider ces mêmes scientifiques dans leurs recherches lorsqu’ils disposeront enfin d’échantillons prélevés sur la planète rouge lors des missions prévues pour les années à venir. 
Quant aux météorites d’origine lunaire, elles donnent l’occasion aux scientifiques n’ayant pas à leur disposition des échantillons rapportés par les missions Apollo de travailler sur l’histoire de la formation de ce satellite terrestre, notamment sur l'hypothèse de l'impact géant selon laquelle la Lune proviendrait de la collision entre la Terre et un astre de la taille de Mars, appelé Théia, qui aurait arraché et projeté hors du manteau terrestre des éjectas dont une bonne partie est restée en orbite autour de celle-ci, se réaccrétant pour former la Lune. Il s’agirait alors de la plus grosse météorite ayant jamais croisé la Terre, donnant naissance à notre satellite.
La présence d'isotopes radioactifs de l'aluminium 26Al et du fer 60Fe dans des inclusions météoritiques au tout début du Système solaire permet, à partir d'observations astronomiques d'étoiles jeunes, de modéliser l'environnement stellaire du Soleil primitif : en moins de 20 millions d'années, trois générations d'étoiles, formées par la compression du gaz à la suite d'ondes de choc produites par les supernovae selon le scénario du Little Bang, se seraient succédé dans un nuage moléculaire géant pour former le Système solaire.

## Définitions et dénomination

### Définitions

Météoroïde → météore → météorite.

La XIe assemblée générale de l'Union astronomique internationale donne les définitions suivantes en 1958, définitions toujours en vigueur :
- une météorite est un fragment de météoroïde qui a atteint la surface de la Terre sans être détruit par la traversée de l'atmosphère ni par l'impact ;
- un météoroïde est « un objet se déplaçant dans le milieu interplanétaire, qui a une taille beaucoup plus petite qu'un astéroïde mais bien plus grande qu'un atome ou une molécule ».

La Royal Astronomical Society précise en 1995 ces dimensions : un météoroïde a une taille comprise entre 100 µm et 10 m. En dessous de 100 µm il s'agit de poussière interplanétaire trop petite pour produire une étoile filante. Au-delà de 10 mètres, ce sont des astéroïdes, petits corps du Système solaire mais suffisamment grands pour réfléchir une lumière comme les étoiles détectables au télescope.
Le Near-Earth Object Program de la NASA propose une limite supérieure à 50 mètres. Chaque jour, la masse de la Terre s'accroît de 100 tonnes provenant de petits météoroïdes de taille inférieure au mètre, ces petits objets ne pouvant atteindre la surface terrestre que sous forme de poussière. La définition du NEO Program permet d'inclure des objets de taille moyenne suffisante (entre 1  et   50 mètres) pour pouvoir atteindre la Terre sous forme de météorite visible (taille dépendant de la composition du météoroïde, de sa vitesse et de son angle d'entrée dans l'atmosphère). Au-delà de 50 mètres, ce sont des objets géocroiseurs de type astéroïde ou comètes dont l'impact avec la Terre peut créer un hiver d'impact (objet de diamètre de 2 km) voire des extinctions de masse pour des diamètres supérieurs.
Les limites de la Royal Astronomical Society ne constituent pas une définition officielle et définitive puisqu'elles fluctuent en fonction de l'avancée des sciences et technologies. La puissance des télescopes est aujourd'hui telle qu'ils peuvent détecter des astéroïdes de plus en plus petits, inférieurs à 10 mètres actuellement pour les instruments du réseau de surveillance optique américain Ground-based Electro-Optical Deep Space Surveillance (GEODSS) (tel l'astéroïde 2008 TC3), rendant caduque la limite supérieure. Il en est de même pour la limite inférieure : alors que le plus petit météoroïde est défini comme un objet d'au moins 100 µm pour produire une étoile filante lors de son entrée atmosphérique (il perd son énergie cinétique par ablation, sa combustion illuminant le ciel la nuit alors qu'une poussière plus petite perd son énergie par rayonnement qui est incapable d'ioniser et d'illuminer l'air), des particules de 10 µm peuvent parfois produire ce type de météore selon leur vitesse, densité, structure et angle d'entrée dans l'atmosphère.
Le chasseur de météorites a une définition pratique en fonction de la manière dont il les collecte : une météorite est un objet de taille comprise entre le centimètre et la centaine de mètres.
La définition la plus récente prend en compte ces évolutions (puissance des instruments d'observation, découverte de météorites lunaires ou martiennes, etc.). Une météorite est un objet solide naturel de taille supérieure à 10 µm, issu d'un corps céleste qui a été transporté par des moyens naturels, à partir d'un corps-parent dont il est issu, vers une région de l'espace échappant à l'attraction gravitationnelle de ce corps-parent et dont la trajectoire croise celle d'un corps naturel ou artificiel plus grand que lui-même. Il pénètre dans son atmosphère et atteint sa surface car il n'a pas été complètement volatilisé lors de son entrée atmosphérique et de l'impact avec cette surface. L'altération météoritique ne modifie pas le statut de la météorite aussi longtemps que certains de ses minéraux ou de sa structure initiale n'ont pas disparu. Cet objet perd son statut de météorite s'il est incorporé dans une roche plus grande qui devient elle-même une météorite. Un météoroïde est un objet de taille comprise entre 10 µm et 1 m se déplaçant dans le milieu interplanétaire, il peut être le corps principal ou provenir de la fragmentation de corps célestes plus grands (notamment mais pas seulement les astéroïdes). De 100 μm à 2 mm se classent les micrométéoroïdes ainsi que les micrométéorites.

### Dénomination
Les météorites portent le nom d'un lieu près duquel elles sont tombées ou ont été trouvées voire achetées,, généralement celui d'une municipalité ou d'une entité géographique. Quand plusieurs météorites ont été trouvées au même endroit, le nom peut être suivi d'un nombre ou d'une lettre (par exemple, Allan Hills 84001 ou Dimmitt (b) (en)). Le nom officiel est attribué par la Meteoritical Society. On utilise parfois une abréviation (par exemple, ALH pour Allan Hills) ou un surnom (par exemple, Black Beauty pour NWA 7034).

## Origine, flux et risques

### Origine
La majorité des météoroïdes (les objets qui arrivent dans la haute atmosphère) sont des fragments d'astéroïdes, de taille décimétrique à décamétrique,, les météorites elles-mêmes n'étant que la fraction infinitésimale (typiquement entre 1 ‰ et 1 %) qui a survécu à l'ablation lors de la traversée atmosphérique.
Les météoroïdes sont en général le résultat d'une fragmentation partielle d'un astéroïde lors d'un impact avec un autre astéroïde dans les zones de résidence de ces objets, essentiellement la ceinture principale (entre les orbites de Mars et de Jupiter). Près de 99,5 % des météorites en collection (et analysées) constituent donc des échantillons, précieux, d'une partie des petits corps du Système solaire. Bien souvent, on ne sait relier une météorite qu'à un type d'astéroïde plutôt qu'à un astéroïde précis, à l'exception notable des météorites HED, qui proviennent presque certainement de Vesta. En 2024, une étude internationale,,, montre que 70 % de l’ensemble des chutes de météorites répertoriées proviennent de seulement trois jeunes familles d'astéroïdes. Ces familles sont issues de trois collisions récentes qui se sont produites il y a 5,8, 7,5 et environ 40 millions d'années dans la ceinture principale. L'étude révèle aussi les sources d'autres types de météorites : l'origine de plus de 90 % des météorites est désormais identifiée.
Une très petite minorité des météorites, quelques centaines de spécimens, sont d'origine lunaire ou martienne. Elles ont été produites par l'impact d'un fragment d'astéroïde sur leur surface, suffisamment gros pour éjecter des fragments rocheux hors du bassin d'attraction gravitationnelle de ces corps parents. Il est possible que certaines météorites soient d'origine cométaire, comme certains auteurs l'affirment pour la météorite d'Orgueil.

### Flux et impacts des météorites

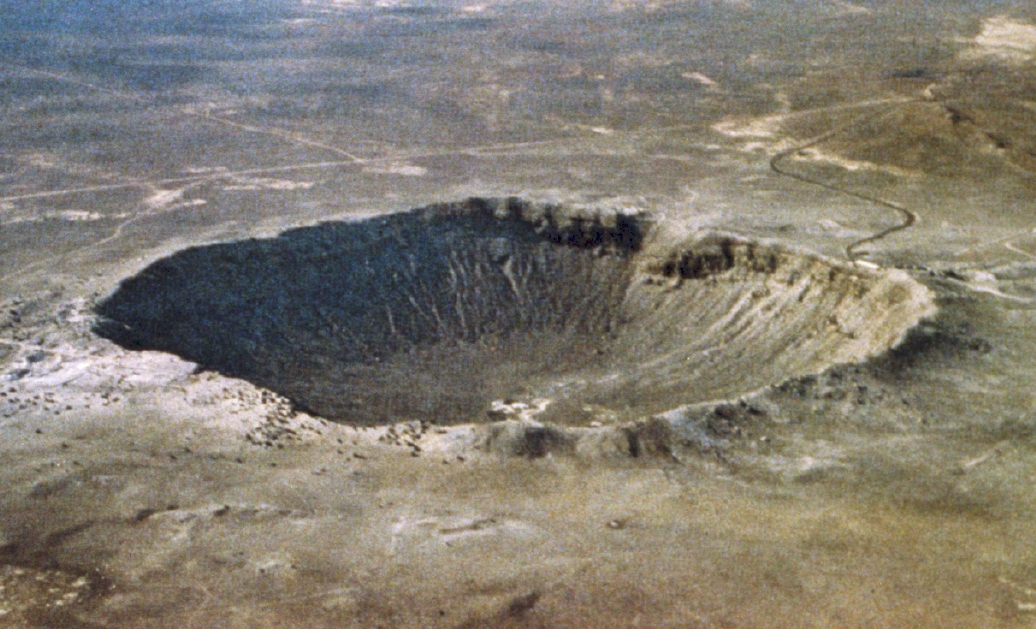
Meteor Crater en Arizona.

La masse totale de matière interplanétaire balayée par la Terre est estimée à cent tonnes par jour (un facteur 10 n'étant pas à exclure par rapport à cette estimation), ce qui correspond à 100 millions d'objets météoriques qui traversent l'atmosphère terrestre quotidiennement : cette matière est constituée essentiellement de poussières (de moins de 0,1 mg), dont le nombre de corpuscules dépend approximativement du logarithme de l’inverse de la masse, après un seuil d’environ 10−16 kg et en dessous duquel il y a très peu de poussières. La majorité de ces poussières sont des micrométéoroïdes : ayant la consistance des cendres de cigarette, ils sont en grande partie consumés dans l'atmosphère et finalement six tonnes de matériel météorique atteint le sol quotidiennement. Le flux annuel de micrométéorites est estimé entre 15 000 et 20 000 tonnes (50 000 à 100 000 tonnes si on inclut les poussières interstellaires), celui de météorites de masse comprise entre 0,01 et 100 kg est évalué à 40 tonnes, les grosses météorites perdant 80 % de leur masse lors de la traversée atmosphérique.
Chaque année, 18 000 à 84 000 météorites de masse supérieure à 10 g atteignent le sol, ce qui correspond à une météorite toutes les 6 à 30 minutes. De 2 000 à 5 000 météorites de plus d’un kilogramme tombent au sol annuellement, mais 75 % disparaissant en raison de la météorologie, de la nature du terrain (essentiellement dans les océans, qui couvrent près de deux tiers de la planète, ou dans les déserts, qui constituent près d’un tiers des terres, rarement dans les villes car les zones urbaines ne couvrent que 3 % des terres émergées) et sur les 25 % restantes peu sont collectées. Sur la surface terrestre entière, un météoroïde de 1 µm de diamètre percute le sol toutes les 30 µs, un météoroïde d'1 mm de diamètre toutes les 30 s, un météoroïde de 1 m de diamètre tous les ans, un météoroïde de 50 m de diamètre tous les siècles, un météoroïde de 100 m de diamètre tous les 10 000 ans, un météoroïde de 1 km de diamètre tous les millions d'années et un météoroïde de 10 km de diamètre tous les 100 millions d'années.
Chaque année, il se produit en moyenne une dizaine de chutes météoriques observées (plus précisément 5 à 25 chutes par an) et de deux à cinq structures d'impacts sont découvertes.
Le météoroïde pénètre dans l'atmosphère à une vitesse qui varie de 11 à 72 km/s. La traînée atmosphérique provoque sa décélération jusqu'au retardation point (point de ralentissement correspondant au maximum de la décélération et qui a lieu le plus souvent à une altitude de 20 km), à partir duquel le météore s'éteint et commence le « vol sombre ». Puis il atteint sa vitesse finale, généralement de 90 à 180 m/s, lors de son impact. Les météoroïdes de plusieurs tonnes sont moins ralentis, conservent une partie de leur vitesse initiale et ont une vitesse à l'impact bien plus élevée.
Lorsque la météorite pénètre dans l’atmosphère, le frottement sur les particules la constituant entraîne un violent échauffement et une émission de lumière, ce qui forme un météore ou étoile filante :
- les poussières d’environ 10−14 kg et moins sont volatilisées, mais pas détruites : les produits minéraux formés se condensent et tombent très lentement sur la surface terrestre ;
- les poussières de taille supérieure constituent les micrométéorites, une partie de leur matière ne sera pas volatilisée et tombera au sol comme des grains de sable ;
- en dessous d’une certaine taille (fonction inverse de la cohésion de leur matière constitutive) la plupart des météorites se désagrègent en blocs tout au long de leur traversée dans l’atmosphère, ce qui réduit le nombre des gros impacts sur la surface de la Terre : environ 500 pierres de la taille d’une balle de tennis atteignent ainsi le sol chaque année.

### Risque météoritique

#### Recensement des astéroïdes potentiellement dangereux
Les astronomes ont dénombré 900 objets volants potentiellement « dangereux » dont le diamètre est compris entre 1 et 10 km. La plupart de ces corps se trouvent dans la ceinture d’astéroïdes, située entre Mars et Jupiter, qui contient des objets pouvant mesurer jusqu’à 1 000 km de diamètre. Actuellement, 70 « objets » pourraient nous rendre visite au cours du prochain siècle. S’ils sont tous d’une taille inférieure à 1 km, la chute d’un seul d’entre eux risquerait d’avoir des conséquences irrémédiables pour la planète. Ainsi, Apophis, un astéroïde de 325 m de diamètre, pourrait percuter la Terre en 2036. La collision est quasi impossible (la probabilité est de 1 pour 12 346 000) mais si elle avait lieu, elle libérerait une puissance équivalente à 10 000 mégatonnes de TNT, soit toutes les armes nucléaires de la planète.

#### À grande échelle
Des météorites massives, heureusement rares (l’histoire humaine écrite n’en relate que deux[Lesquels ?]), peuvent créer d’importants cratères lors de leur impact sur le sol, ou des tsunamis en cas d’arrivée en mer.
L’énergie libérée lors de ces impacts peut entraîner, directement ou par des effets secondaires catastrophiques (par exemple : réactivation de volcans endormis, incendies généralisés, etc.), la dispersion d’une quantité considérable de particules dans l’atmosphère, suffisante pour modifier brutalement et durablement le climat sur l’ensemble de la Terre. Suivant la théorie de Luis Walter Alvarez, l’extinction des dinosaures, qui marque la fin du Crétacé, s’expliquerait par les conséquences de l’impact d’une météorite (voir Cratère d'impact).

#### À l'échelle individuelle
Considérant la fréquence des chutes, les impacts extraterrestres (météorites, astéroïdes) pourraient virtuellement causer, en moyenne, 90 décès par an. Les accidents directement attribuables à une chute de météorite sont cependant bien moins nombreux, le chiffre précédent prenant en compte les impacts cataclysmiques (par exemple Chicxulub) qui ne se produisent qu'à une fréquence de plusieurs millions d'années. À l'échelle humaine les cas sont rares mais existent dans les chroniques anciennes :
- le 14 janvier 616, plus de dix personnes sont tués en Chine par la chute d'une « comète »[73],[74] ;
- aux environs de 1341, dans la province de Yunnan en Chine, une pluie de pierres tue plusieurs personnes et animaux[73],[74] ;
- le 14 septembre 1511, à Crémone en Italie, un moine et plusieurs animaux sont tués par plusieurs météorites d'une cinquantaine de kilogrammes[73],[75] ;
- en 1639, dans le district de Changshou en Chine, une météorite s'écrase sur un marché tuant plusieurs dizaines de personnes et détruisant plusieurs maisons alentour[73] ;
- en 1648, une météorite d'environ quatre kilogrammes tue deux marins à bord du navire Malacca, lors de la traversée de l'océan Indien pour relier la Hollande avec Batavia[76] ;
- le 24 juillet 1790, une météorite tue un fermier et plusieurs vaches en Gascogne, France[73],[77] ;
- le 31 janvier 1879, un fermier est tué par la chute d'une pierre à Dun-le-Poëlier, France[73] ;
- le 22 août 1888, la chute d'une météorite à Souleimaniye (Empire ottoman) provoque la mort d'un homme et la paralysie d'un autre, ce dont témoignent trois manuscrits des archives ottomanes[78] ;
- trois autres témoignages de cas de morts humaines au XIXe siècle sont rapportés par la revue International Comet Quaterly, mais ils sont douteux faute d'investigations scientifiques[11],[79] ;
- le 30 juin 1908, l'évènement de la Toungouska, en Russie, fait au moins 2 morts[80],[76] ;
- le 8 décembre 1929, une météorite tue une personne lors d'une fête de mariage à Zvezvan, Yougoslavie[73] ;
- en août 1951, près de Téhéran en Iran, une pluie de météorites tue 12 personnes, en blesse 20, et tue également de nombreux animaux[76] ;
- le 30 novembre 1954, la météorite de Sylacauga traverse le toit de la maison d'Ann Elizabeth Hodges, rebondit sur le sol et percute cette dernière, la blessant sérieusement ;
- le 15 octobre 1972, une vache est tuée par la chute de la météorite de Valera (Venezuela)[81] ;
- le 6 février 2016, un chauffeur de bus nommé Kamaraj est décédé dans l'État du Tamil Nadu (sud de l'Inde), peut-être des suites de l'impact d'une météorite[79],[82]. L'origine météoritique de l'explosion est contestée[83] ;
- de nombreuses autres histoires mentionnent que des fragments de météorites ont directement atterri sur la tête d'un homme ou d'un chien (telle la météorite de Nakhla[84]) et les ont blessés ou tués, mais elles relèvent plus de la légende ou leurs témoins manquent de fiabilité[85].

## Classification
On n’a pas de preuve que certaines d’entre elles puissent être du matériel interplanétaire originel primaire[C'est-à-dire ?]. On pense plutôt généralement[Qui ?] que les météorites sont des fragments libérés par impact entre des corps plus gros : les astéroïdes (certaines semblent même, à n’en pas douter, résulter d’impacts violents sur la Lune et sur Mars) ou encore libérés par désagrégation gravitationnelle des comètes lors de leur passage près du Soleil. Toutefois, la présence dans les matrices de certaines des météorites, par exemple d'anomalies isotopiques, ou encore de nanograins dont les âges antécèdent le Système solaire de quelques Ma à plusieurs Ga, selon les objets montrent que le  matériau qui les contient, n'a aucunement été altéré, ni métamorphisé, lors de son inclusion puis extraction dans un corps parent.

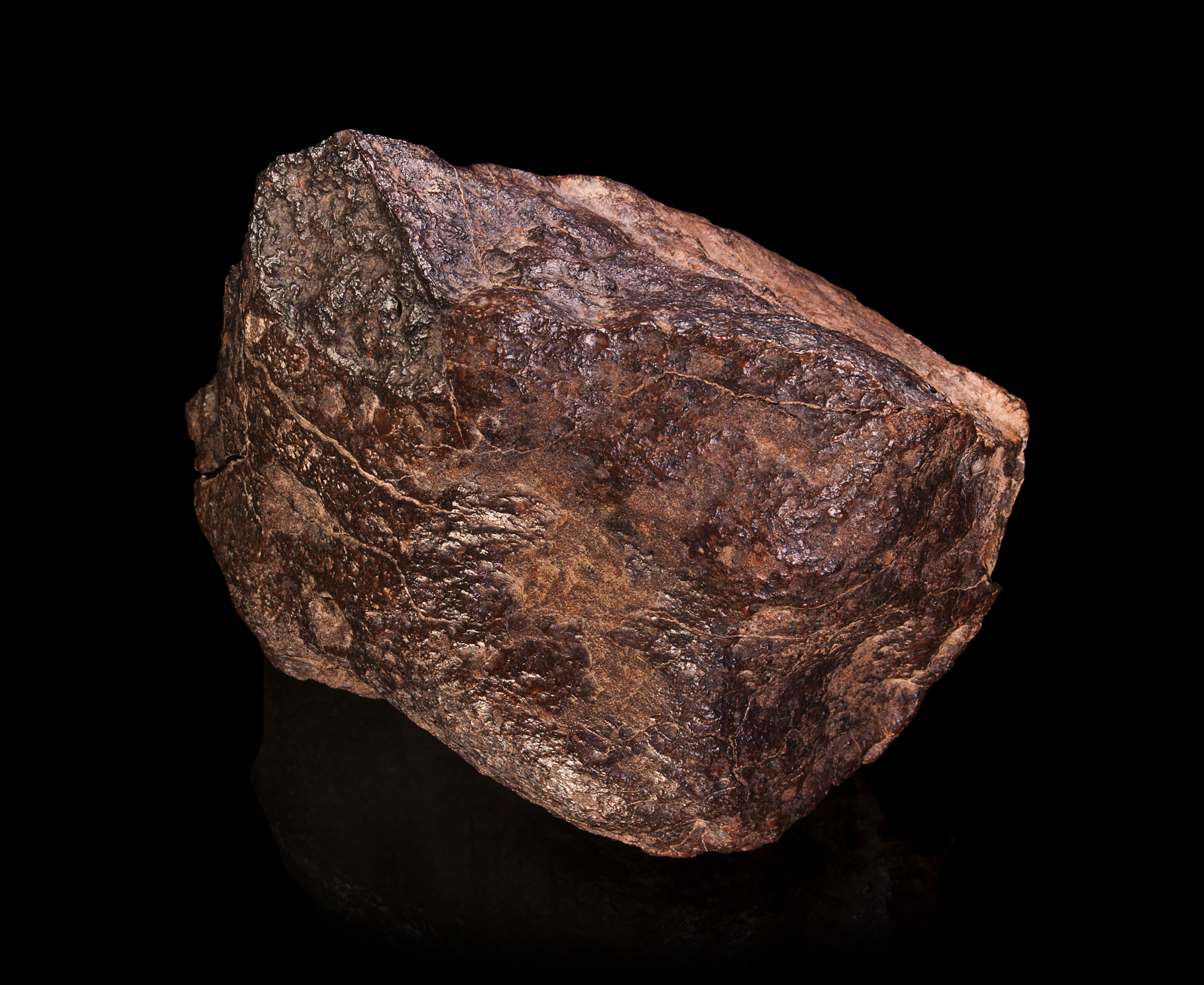
Chondrite H5 trouvée au Maroc.

La composition chimique (notamment les rapports entre éléments-traces) et isotopique des météorites connues montre qu'elles proviennent d'au moins 150 corps parents différents. On distingue deux types principaux de météorites en fonction de leur corps parent :
- les « météorites non différenciées », appelées aussi chondrites, qui proviennent de corps relativement petits (de diamètre inférieur à quelques dizaines de kilomètres) qui, trop petits, n’ont pas pu se différencier intérieurement depuis leur formation. Leur matériau constitutif s’est formé il y a 4,57 milliards d’années, en même temps que le Système solaire. Les fragments de ces petits astéroïdes sont restés dans leur état originel et sont les parents de météorites essentiellement pierreuses, constitués d’un mélange de silicates et de métal (des alliages de fer et nickel). Ces météorites sont formées de chondres, des petites sphères millimétriques qui se sont formées dans la nébuleuse solaire, de grains de métal et de sulfure, et d’une matrice finement grenue qui cimente le tout. Occasionnellement, on trouve des enclaves réfractaires et notamment des CAI (pour Ca-Al-rich inclusions (« inclusions minérales riches en calcium et en aluminium »)) qui constituent les tout premiers solides condensés dans la nébuleuse solaire. Parmi les chondrites, on distingue, grossièrement selon la distance croissante entre le lieu de formation et le Soleil : les chondrites à enstatite, les chondrites ordinaires (79 % en masse), et les chondrites carbonées (5 %), qui renferment du carbone parfois sous forme organique (par exemple acides aminés). Plus rares sont les chondrites de Kakangari et de Rumuruti ;
- les « météorites différenciées », celles qui proviennent de corps parents beaucoup plus gros (de diamètres de plusieurs centaines de kilomètres) qui se sont différenciés, c’est-à-dire dont les corps parents ont eu une activité tectonique, comme notre Terre. Sous l’effet d’un réchauffement provoqué par la désintégration d’éléments instables, ces « embryons » de planètes naines ont fondu intérieurement et la matière qui les constitue s’est réorganisée : les éléments les plus lourds sont allés constituer des noyaux métalliques (comme sur Terre le Ni Fe) alors que les éléments les plus légers ont formé un manteau et une croûte rocheuse. Cette classe de météorites renferme les achondrites (8 %) (ayant pour origine la croûte des corps parents), les fers (5 %) (ayant pour origine les noyaux des corps parents), et les météorites mixtes.
  - Les fers (anciennement appelés « sidérites ») sont des météorites principalement constituées d’un alliage de fer et de nickel. Avec une densité voisine de 8, ce sont les météorites les plus denses. La plupart d’entre elles (octaédrites) présentent, si on les scie, polit et attaque à l’acide, des bandes entrecroisées caractéristiques appelées figures de Widmanstätten. Les hexaédrites et les ataxites sont respectivement trop pauvres et trop riches en nickel pour présenter ces structures, mais n’en sont pas moins extraterrestres.
  - Les achondrites nous apportent des informations sur la formation et l’évolution des gros astéroïdes et des planètes. Les howardites, eucrites et diogénites (HED), les plus nombreuses, proviendraient de l’astéroïde Vesta (520 km de diamètre). Les shergottites, nakhlites, chassignites (SNC) auraient été arrachées de la surface de Mars lors d’impacts et seraient tombées sur Terre après un transit dans l’espace interplanétaire ; on connaît de même des achondrites venues de la Lune. Aubrites, angrites, brachinites sont autant d’autres types d’achondrites. Les uréilites, winonaïtes, acapulcoïtes, lodranites proviendraient d’astéroïdes partiellement différenciés.
  - les météorites mixtes (métal-pierre) : les pallasites (2 %) sont formées de cristaux d’olivine translucide enchâssés dans une matrice métallique, ce qui en fait les météorites les plus visuelles, et proviendraient de l’interface entre le noyau métallique et le manteau pierreux d’un astéroïde différencié, et les mésosidérites seraient issues d’un astéroïde détruit lors d’un impact dont des fragments du noyau et de la surface ont pu se mélanger.
  - Un dernier ensemble de météorites, les « météorites non groupées », renferme un petit nombre d’autres météorites, ayant des caractéristiques chimiques particulières relativement aux membres des groupes principaux, appartiennent à des groupes ou sous-groupes additionnels. La météorite de Kaidun qui est présentée comme originaire de Phobos en fait partie.

## Datation
Les méthodes de datation radiométrique permettent de dater plusieurs des événements qu'ont vécu les météorites.

### Âge de formation
La formation des roches constituant les météorites peut être datée par les mêmes méthodes de datation absolue que les roches terrestres les plus anciennes : rubidium-strontium, samarium-néodyme, uranium-plomb, plomb-plomb, lutécium-hafnium, traces de fission (de l'uranium 238), etc.
Des datations plus précises, mais seulement relatives (par référence à l'âge de formation des CAI), peuvent être obtenues grâce aux radioactivités éteintes : aluminium 26, fer 60, plutonium 244, etc.

### Durée du transfert vers la Terre
Entre le moment où une météorite est éjectée de son corps parent et celui où elle percute la Terre, la surface de la météorite est soumise à l'action des rayons cosmiques, qui produisent des réactions nucléaires dont on peut aujourd'hui doser les produits. Ces analyses permettent de calculer un « âge d'exposition (interplanétaire) », qui mesure la durée du transfert depuis le corps parent jusqu'à la Terre.

### Âge terrestre
L'âge terrestre d'une météorite est le temps que la météorite a passé sur Terre avant d'être trouvée et collectée. Les âges terrestres sont importants pour :
- comprendre et quantifier les processus impliqués dans l'altération ;
- déterminer si deux météorites (ou plus) proviennent du même météoroïde, qui s'est brisé lors de son entrée dans l'atmosphère ;
- étudier la dynamique des petits corps du Système solaire, l'âge d'éjection étant la somme de l'âge d'exposition aux rayons cosmiques (dans l'espace) et de l'âge terrestre. L'âge terrestre est souvent court par rapport à l'âge d'exposition mais certaines classes de météorites (météorites lunaires et chondrites carbonées, notamment) ont des âges d'exposition généralement faibles, la connaissance de l'âge terrestre est alors cruciale ;
- estimer le flux des météorites arrivant sur Terre.

Quand une météorite est à la surface de la Terre, sa surface exposée à l'air subit aussi l'action des rayons cosmiques (distinguable de celle subie dans l'espace), on peut donc calculer la durée de cette exposition. Cette mesure s'applique essentiellement aux météorites trouvées sur les surfaces désertiques (Sahara, Atacama, etc.) et sur les inlandsis (Antarctique et Groenland). Les conditions de préservation des météorites diffèrent d'un désert à l'autre : alors que les météorites trouvées dans les déserts du sultanat d'Oman, de l'Afrique du Nord, des États-Unis et de l'Australie ont des âges terrestres généralement compris entre 30 000 et 50 000 ans, celles trouvées dans le désert d'Atacama ou en Antarctique peuvent avoir des âges terrestres allant jusqu'à des millions d'années.

## Météorites remarquables

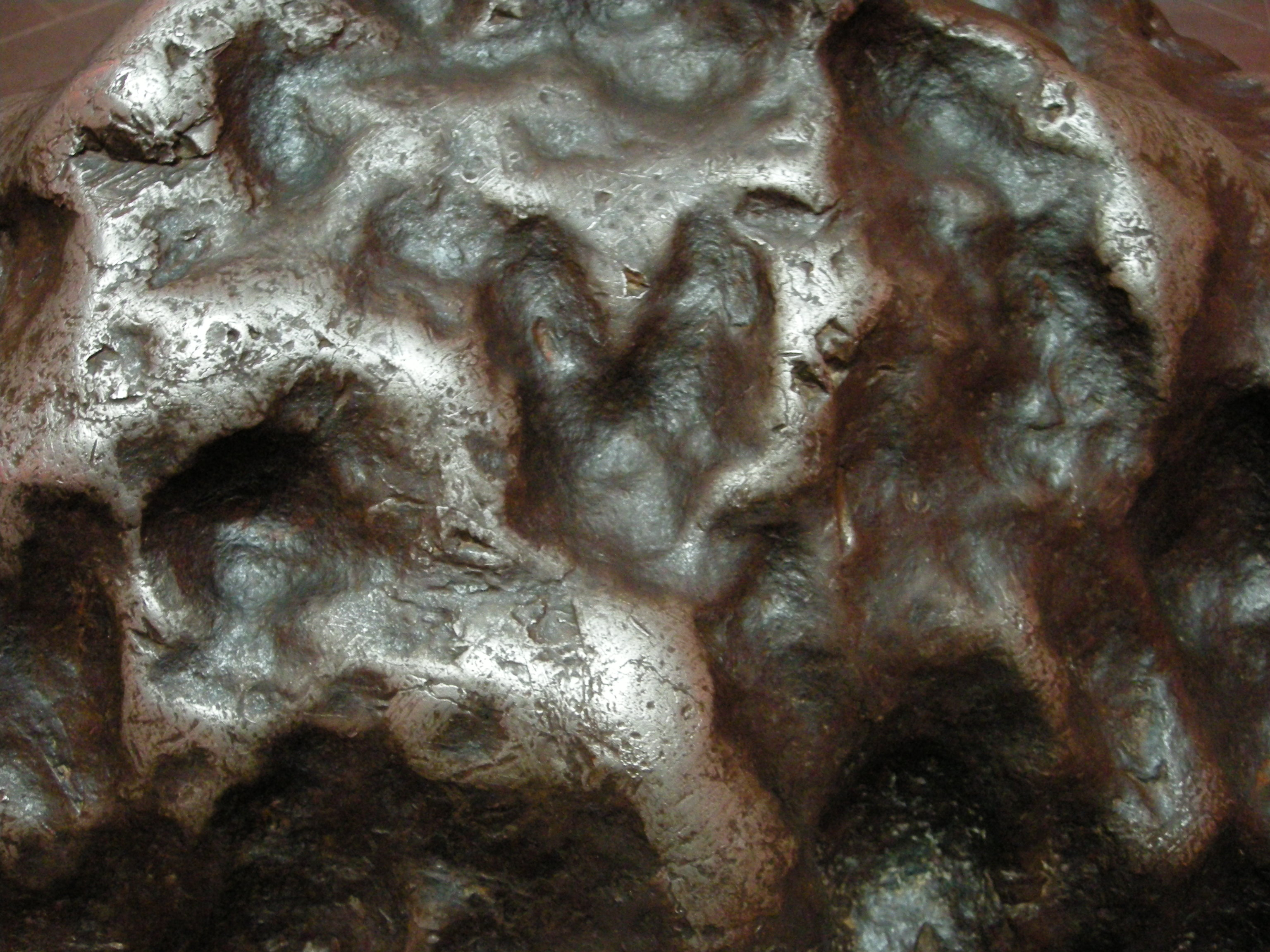
Détail de la météorite de Tamentit découverte au Sahara en 1864 (exposée à Vulcania).

On distingue les météorites que l’on a vu tomber et que l’on a retrouvées peu après leur atterrissage : on les appelle des « chutes observées » ou plus simplement des « chutes », par opposition à celles que l’on a découvertes par hasard et que l’on appelle des « trouvailles ».
En 1972, la communauté scientifique recensait environ 2 100 météorites, correspondant à une dizaine de découvertes par an sur les deux derniers siècles. En 2016, il y a plus de 54 000 météorites classifiées (nom officiel validé) par la Meteoritical Society qui publie chaque année un catalogue des nouvelles météorites analysées, le Meteoritical Bulletin. Parmi ces météorites, 97 % sont des trouvailles, 3 % sont des chutes et 70 % proviennent de l'Antarctique. Ce nombre augmente d’environ 1 500 chaque année.
99,8 % des météorites analysées proviennent de fragments d'astéroïdes, 0,2 % sont d'origine lunaire (160 recensées officiellement en 2011) ou martienne. Des cas plus rares concernent des météorites produites par l'impact de gros astéroïdes.
La Meteoritical Society attribue un nom ou un numéro à chaque météorite. Il s’agit en général d’un nom géographique d’un lieu proche de l’endroit de la découverte. Les règles de nomenclature ont été établies au milieu des années 1970 par le Committee on Meteorite Nomenclature (Comité de Nomenclature des Météorites) de cette Société internationale.
En France, le 7 novembre 1492 est tombée en Alsace à Ensisheim une chondrite de 127 kg : la météorite d’Ensisheim. Elle est aujourd’hui conservée au Palais de la Régence à Ensisheim et gardée par la confrérie St Georges des Gardiens de la Météorite d’Ensisheim, qui réunit chaque année, en juin, les passionnés de ces pierres célestes lors d’une bourse d’échanges remarquable. Les collectionneurs et chasseurs de météorites du monde entier s’y retrouvent. Le 3 octobre 1815, la chute historique de la météorite de Chassigny apporte le premier spécimen type d'un nouveau groupe de météorites, les chassignites (en). Elle contient des bulles de gaz dont la composition est différente de l'atmosphère martienne, suggérant que les chassignites cristallisent dans le manteau profond de Mars, à la différence des nakhlites (en).

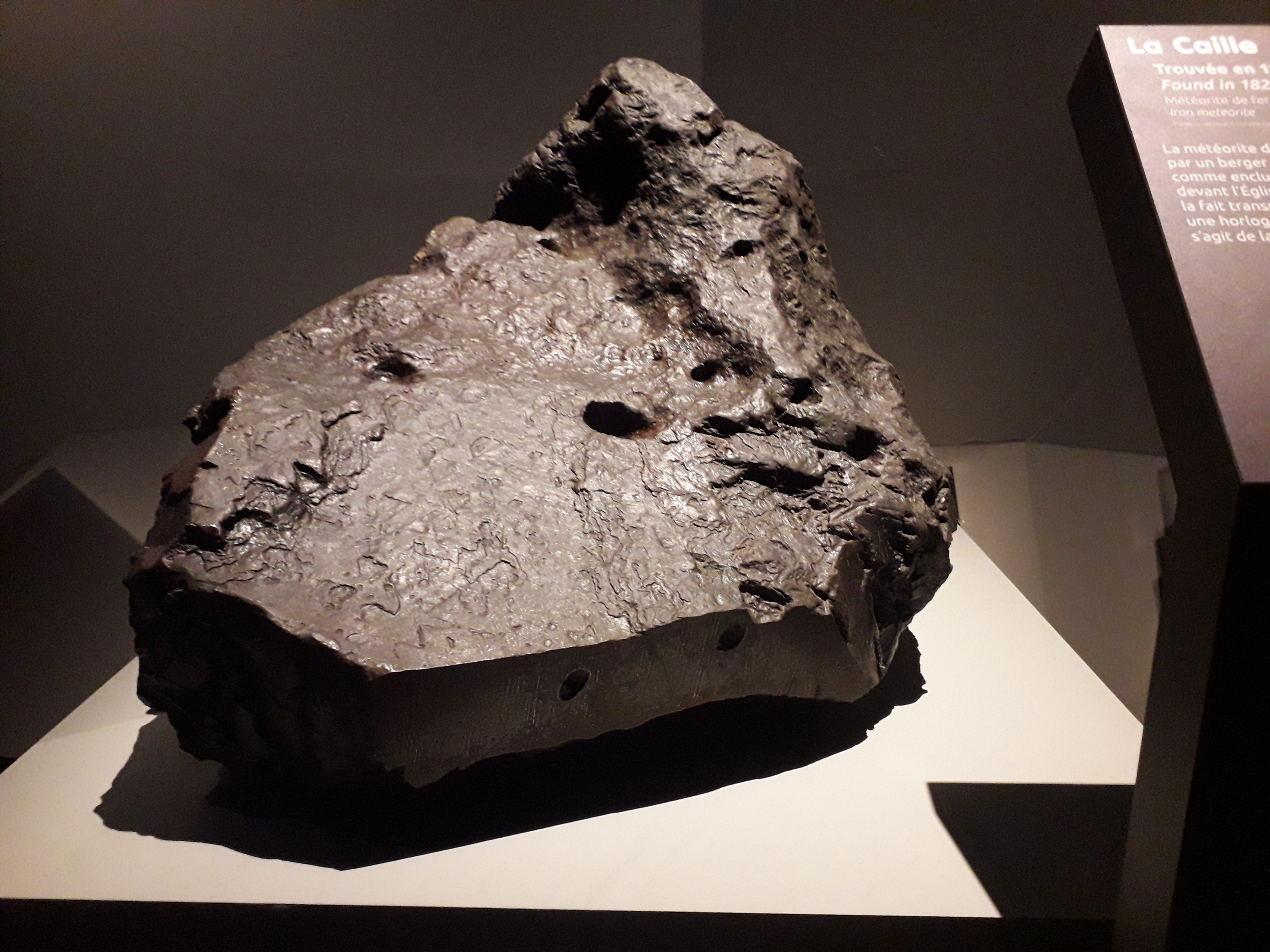
La météorite de Caille, avec ses 626 kg de fer, est la plus grosse météorite française. Trouvée au XVIIe siècle, elle est exposée depuis 1829 au Muséum national d'histoire naturelle à Paris.

Parmi les météorites remarquables tombées en France, on peut citer Orgueil, une météorite carbonée classée CI ; Ornans, une autre carbonée qui a donné son nom à une classe de météorites les CO ; L’Aigle, tombée le 26 avril 1803 en Normandie qui fit l’objet d’un rapport scientifique de Jean-Baptiste Biot de l’Académie des sciences. Plus de 2 000 individus (petites météorites) furent retrouvés dans les environs de la ville de L’Aigle.
La plus grande météorite connue est la météorite d'Hoba, découverte en 1920 en Namibie.
Le plus gros impact français a été identifié en 1967 entre les villes de Rochechouart dans la Haute-Vienne et de Chassenon en Charente. Le cratère d’environ 21 km de diamètre n’est plus identifiable, mais les roches fracturées par l’énergie de l’impact subsistent par endroits. Il ne reste plus de trace de la météorite qui s’est complètement désintégrée sous la violence du choc. Cet impact a eu lieu il y a environ 214 millions d’années.
En 1996, l'analyse par la NASA de la météorite ALH 84001 aurait suggéré la possibilité d'une vie sur Mars. À ce jour[Quand ?], cette question est encore ouverte.
En 2005, la sonde Opportunity analysant géologiquement Mars, découvre la première météorite sur une autre planète, Heat Shield Rock (Meridiani Planum).
En 2009 est découverte dans la Tchoukotka la météorite de Khatyrka, dans laquelle sont identifiés les premiers quasi-cristaux d'origine non-anthropique,. En 2019, ce site est encore le seul où ont été découverts de tels quasi-cristaux.
En 2011, l'analyse de chondrites carbonées révèle des traces d'adénine et de guanine, bases constitutives de l'ADN, et renforce les observations selon lesquelles certaines météorites contiennent des molécules prébiotiques confinées qui seraient à l'origine de l'ensemencement de la Terre.
Le 15 février 2013, le météore de Tcheliabinsk s'est désintégré au-dessus de l'Oural, brûlant partiellement dans les couches basses de l'atmosphère. Des fragments de la météorite ont atteint la Terre et sont tombés dans des zones peu habitées de la région de Tcheliabinsk en Russie. L'onde de choc produite a provoqué de nombreuses blessures, principalement dues à des bris de verre. Plusieurs images et vidéos de cette météorite ont été diffusées sur Internet.
En 2016, une publication confirme qu'une météorite (Österplana 065 ou Öst 65) trouvée dans une couche géologique du milieu de l'Ordovicien (il y a ~470 millions d'années) a une composition très anormale (différente des chondrites de type L trouvées dans cette couche, mais aussi différente de celle de tous les types de météorites connus). Ce pourrait être le tout premier exemple d'une météorite « éteinte » (qu'on ne pourrait plus voir tomber sur terre de nos jours car son organe-source a été consommé par les collisions anciennes). Les météorites trouvées sur Terre aujourd'hui peuvent nous donner une représentation incomplète de la nature des corps qui existaient dans la ceinture d'astéroïdes il y a environ 500 millions d'années.

## Dans les arts et la littérature
- Dans la Vie de Lysandre, Plutarque raconte qu'une météorite est tombée avant la bataille d'Aigos Potamos entre les Lacédémoniens et les Athéniens (−405), laquelle marque la fin de la guerre du Péloponnèse et la victoire des Spartiates menés par Lysandre. D'après Plutarque, certains auteurs ont avancé que la chute de la météorite avant la bataille constituait un présage défavorable aux Athéniens. L'auteur consacre ensuite un développement scientifique à la nature des météorites : selon Anaxagoras, les météorites sont des astres froids et terreux, qui auraient été empêchés de tomber dans la partie basse de l'Univers ; selon d'autres philosophes, il s'agirait de corps célestes élancés ici bas par dévoiement de leur mouvement circulaire naturel. Enfin selon d'autres, il ne s'agirait même pas d'une météorite mais de la pointe d'une montagne arrachée par le vent[109].

- Maurice Leblanc propose dans son roman La Femme aux deux sourires un décès mystérieux finalement expliqué par Arsène Lupin comme étant dû à la chute sur la victime d'une météorite faisant partie de l'essaim des Perséides[110],[111].

- Antoine de Saint-Exupéry raconte dans Terre des hommes comment entre Cisneros et le Cap Juby[112], ayant atterri sur un plateau inaccessible depuis le sol[113], il a remarqué un caillou particulier[114] n'ayant manifestement pas la même histoire géologique que le reste du sol[115]; il en déduit que celui-ci ne pouvait venir que du ciel[116]. Il comprend que s'il a raison d'autres cailloux semblables doivent parsemer la surface puisque celle-ci a été peu affectée par son environnement[117]. Il entreprend alors de les chercher et de les collecter[118]; il estime qu'il s'en trouve en moyenne une par hectare[119] et en conclut que l'on peut ainsi déteminer le nombre de chutes de météorites sur Terre[120],[121].

Les météorites inspirent de nombreux auteurs et scénaristes. Elles sont notamment le thème principal de la nouvelle La Couleur tombée du ciel, de films comme Jusqu'à ce que la fin du monde nous sépare, La Cité pétrifiée ou Meteor, de films catastrophe comme Deep Impact ou Armageddon.